# Bucsa (Békés)
Bucsa est un village et une commune du comitat de Békés en Hongrie.